# Cylindromyrmex longiceps
Cylindromyrmex longiceps (лат.) — вид тропических муравьёв рода Cylindromyrmex (Formicidae). Специализированы на питании различными видами термитов (термитофагия).

## Распространение
Неотропика. Южная Америка (Бразилия).

## Описание
Мелкие узкотелые муравьи с короткими ногами и удлинённой головой. Длина тела от 7,4 до 8,5 мм (самки до 10 мм). Отличаются очень длинный головой (она почти в 2 раза длиннее своей ширины), широкой и полупрозрачной Y-образной гипостомальной перемычкой, очень узкими лобными валиками, беззубыми жвалами, зубчатым передним краем клипеуса и мелкими плоскими глазами. Основная окраска чёрная и блестящая; ноги светлее. Голова, грудь и стебелёк покрыты глубокими продольными бороздками. Усики короткие, скапус достигает лишь половины длины головы. Обитают в древесных полостях и в термитниках. Биология малоисследована. Хищники, термитофаги.

## Классификация
Вид был впервые описан по рабочим особям из Бразилии в 1892 году, имеет сложную таксономическую историю. Ранее, или включался в состав трибы Cylindromyrmecini, которая относилась к подсемейству Ponerinae, или в подсемейство Cerapachyinae. С 2016 года относится к Dorylinae.